# سيدة خانم
سيدة خانم (بالإنجليزية: Sayeeda Khanam)‏ (29 ديسمبر 1937 - 18 أغسطس 2020)، هي مصورة فوتوغرافية بنغلاديشية، وهي أول مصورة محترفة من بنغلاديش، غطت العديد من الأحداث الهامة لحرب تحرير بنغلاديش عام 1971 من خلال التصوير الفوتوغرافي. أقامت خانام أول معرض دولي لها عام 1956 بعد مشاركتها في المعرض الدولي للصور والسينما في مدينة كولونيا الألمانية.  

## الجوائز
حصلت على العديد من الجوائز منها:
- عام 1960، حصلت على جائزة في مسابقة «All Pakistan Photo Contest».
- عام 1985، حصلت على جائزة اليونسكو للتصوير الفوتوغرافي.